# Sigu Sisoho
Seikou Sisoho Jawara (Mataró, Barcelona, 14 de febrero de 2000) es un baloncestista español que juega de escolta en el OrangeAcademy de la ProB (Basketball Bundesliga), filial del ratiopharm Ulm.

## Trayectoria
Es un escolta nacido en Mataró, Barcelona y se formó en la Get Better Academy de Praga, antes de ingresar en 2019 en la Universidad Loyola Marymount, situada en Los Ángeles, en el estado de California, para disputar la NCAA durante la temporada 2019-20 con los Loyola Marymount Lions.
En 2020, ingresa en la Universidad Estatal de Weber, situada en Ogden (Utah), donde jugaría durante dos temporadas en la NCAA con los Weber State Wildcats, desde 2022 a 2023.
En 2022, en su último año universitario formaría parte de la Universidad de San Diego, situada en San Diego (California), para disputar la NCAA en la temporada 2022-23 con los San Diego Toreros.
Tras no ser drafteado en 2023, el 7 de agosto de 2023, firma por el ratiopharm Ulm de la Basketball Bundesliga. En la temporada 2023-24, sería asignado a su filial, el OrangeAcademy de la ProB (Basketball Bundesliga).